# Elecciones generales de Turquía de 1965
Las elecciones generales se llevaron a cabo en Turquía el 10 de octubre de 1965. El resultado fue una victoria para el Partido de la Justicia, que ganó 240 de los 450 escaños. El Partido Republicano del Pueblo volvió a ser derrotado y perdió 39 escaños. La participación electoral fue del 71.3%.

## Resultados
| Partido                                  | Votos     | %    | Escaños | +/–   |
| ---------------------------------------- | --------- | ---- | ------- | ----- |
| Partido de la Justicia                   | 4.921.235 | 52.9 | 240     | +82   |
| Partido Republicano del Pueblo           | 2.675.785 | 28.7 | 134     | –39   |
| Partido Nacional                         | 582.704   | 6.3  | 31      | Nuevo |
| Partido Nueva Turquía                    | 346.514   | 3.7  | 19      | –46   |
| Independientes                           | 296.528   | 0.8  | 1       | +1    |
| Partido de los Trabajadores de Turquía   | 276.101   | 3.0  | 14      | Nuevo |
| Partido Republicano Popular de la Nación | 208.696   | 2.1  | 11      | –43   |
| Votos en blanco/inválidos                | 441.115   | –    | –       | –     |
| Total                                    | 9.748.678 | 100  | 450     | 0     |
| Source: Nohlen et al.                    |           |      |         |       |